# هامور عملاق
الهامور العملاق أو جروبير العملاق (باللاتينية: Giant grouper) ، هي أكبر الأسماك في طائفة الأسماك العظمية المتواجدة في الشعاب المرجانية. السمكة هي الشعار البحري لولاية كوينزلاند، أستراليا.هي من أضخم الأسماك وقد يصل وزنها إلى 500 كلغ.

## مناطق تواجده
- توجد في جميع أنحاء المحيط الهادي والهندي، باستثناء الخليج العربي.

## الوصف
- طولها يصل إلى 2.7 متر، بينما يصل وزنها إلى 600 كجم ؛ هناك تقارير غير مؤكدة تشير إلى أن وزنها أكبر بكثير من ذلك. وهي شائعة إلى حد ما في المياه الضحلة،

الغذاء
- تتغذى على مجموعة متنوعة من الحيوانات البحرية، من بينها أسماك القرش الصغيرة والسلاحف البحرية.